# Ruth Pitter
Ruth Pitter CBE (* 7. November 1897 in Ilford, Grafschaft Essex; † 29. Februar 1992 in Long Crendon, Buckinghamshire) war eine britische Dichterin. Sie war 1955 die erste Frau, der die Queen’s Gold Medal for Poetry verliehen wurde. 1974 wurde sie zum Companion of Literature ernannt und trug damit die höchste Auszeichnung, die die Royal Society of Literature vergibt. Seit 1979 war sie um ihrer zahlreichen Beiträge zur englischen Literatur wegen „Commander of the British Empire“.

## Leben
Unter dem Einfluss ihrer Eltern, eines Lehrerpaars, begann Pitter früh zu dichten. Die erste Erfahrung mit der Literatur war das regelmäßige Aufsagen auswendig gelernter Gedichte bei den sonntäglichen Familientreffen. Ein weiteres Erlebnis war das Landleben, das für ihr ganzes Werk bestimmend werden sollte und ihr mehr bedeutete als menschliche Beziehungen.
Sie veröffentlichte noch während ihrer Schulzeit die ersten Gedichte. Eine erste Auswahl erschien 1920. Mit A Mad Lady’s Garland (1934), dessen Vorwort Hilaire Belloc verfasste, hatte sie ihren eigentlichen Durchbruch. Ihre folgenden Werke erreichten sowohl die Zustimmung der Literaturkritik als auch einen Erfolg auf dem Buchmarkt. 1937 erhielt sie für A Trophy of Arms den Hawthornden-Preis. Um ihren Lebensunterhalt zu sichern, arbeitete sie mit ihrer Lebensgefährtin Kathleen O’Hara zunächst in der beiden gehörenden Kunsttischlerei, nach einem Bombenangriff auf die Werkstatt in einer Munitionsfabrik, bevor sie ein Landhaus erwarben, wo Pitter ihren beiden Leidenschaften nachging, dem Schreiben und der Gartenarbeit.
Zu dieser Zeit festigte sich ihre öffentliche Anerkennung als Dichterin. 1954 gewann sie den William E. Heinemann Award für Ermine. Als eine der ersten Schriftstellerinnen trat sie für die BBC in Rundfunk und Fernsehen auf, u. a. in The Brains Trust, einer der ersten Talkshows des britischen Fernsehens. Für das Archiv der BBC las Pitter auch einige ihrer Werke als Tonaufnahmen.
Ruth Pitter war eine traditionsverbundene Dichterin. Sie vermied experimentelle Schreibweisen und verwendete stattdessen die Versmaße und Reimschemata des 19. Jahrhunderts. Daher wurde ihr Werk von den führenden Literaturkritikern ihrer Zeit häufig übersehen. Erst in ihren späteren Jahren galt Pitter als wichtige Vertreterin der britischen Dichtung. Die Anerkennung des Dichterkollegen Philip Larkin verschaffte ihr ein größeres Echo, als er vier ihrer Gedichte in das Oxford Book of Twentieth Century English Verse aufnahm.
Zum Kreis ihrer Schriftstellerfreunde gehörten u. a. Walter de la Mare, Hugh MacDiarmid, Siegfried Louvain Sassoon und Kathleen Raine, William Butler Yeats, Robin Skelton, David Cecil und Thom Gunn. Eine besonders enge Freundschaft verband sie mit Clive Staples Lewis, der ihre Dichtung hoch schätzte, sie oft traf und mit ihr einen langjährigen Briefwechsel führte. Pitter hat Lewis’ Schaffen in den 1940er- und 1950er-Jahren beeinflusst. Er bewog sie dazu, zur Church of England zu konvertieren.

## Werke (Auswahl)
- First Poems. London 1920
- First & Second Poems 1912–1925. London 1927
- A Mad Lady’s Garland. London 1934
- A Trophy of Arms. London 1936
- The Spirit Watches. London 1939
- The Rude Potato. London 1941
- The Bridge. London 1945
- On cats. London 1947
- The Ermine. London 1953
- Still by choice. London 1966
- Poems, 1926–1966. London 1968
- End of drought. London 1975. ISBN 0214200868
- A heaven to find. London 1987. ISBN 0905289692
- Collected Poems. Petersfield 1990. ISBN 1870612116